# Zoniana
Zoniana (Grieks: Ζωνιανά Ρεθύμνου) is een dorp op het Griekse eiland Kreta. Het ligt in het departement Rethimnon, op de noordelijke flank van de berg Ida Psiloritis, tussen de steden Rethimnon en Iraklion. De plaats was van 2006 tot 1 januari 2011 een zelfstandige gemeente, die in 2006 ontstond als afsplitsing van het nabijgelegen Anogia, nadat de inwoners van Zoniana de gemeenteraadsverkiezingen dreigden te boycotten. Sinds de gemeentelijke herindeling van 2011 is het een deelgemeente van de fusiegemeente Mylopotamos.

## Drugsactiviteiten
Zoniana kwam in november 2007 in het nieuws toen een politie-eenheid naar het dorp werd gestuurd, op zoek naar drugs- en wapenhandelaren. De veertig gewapende politiemannen reden in een hinderlaag van dorpsbewoners met kalashnikovgeweren, waarop ze zich moesten terugtrekken. Hierop stuurden de landelijke autoriteiten 75 agenten van een speciale unit vanuit Athene naar Kreta, die de lokale politie moesten bijstaan. Toen deze op 7 november 2007 het dorp binnenviel, bleken 200 mannelijke inwoners van Zoniana gevlucht te zijn. In de omgeving waren diverse cannabisplantages vernietigd. Bij huiszoekingen trof de politie gestolen geldautomaten, explosieven, wapens en middelen om hasj en cocaïne te produceren aan. Verschillende dorpsbewoners bleken miljoenen euro's op hun bankrekening te hebben, terwijl ze beweerden schaapherder of bouwvakker te zijn.
Criminelen in het dorp konden jarenlang hun gang gaan door een gebrek aan toezicht. Een politiebureau ontbreekt in de wijde omgeving en Zoniana wordt rechtstreeks bestuurd vanuit Rethimnon, dat op 52 kilometer afstand ligt.
In april 2009 startte in Athene een proces tegen 42 mannelijke inwoners van Zoniana. Hun wordt onder andere drugshandel en wapenbezit ten laste gelegd. Enkele personen worden van poging tot moord beschuldigd, wegens het beschieten van politieagenten bij de inval in het dorp.

## Bezienswaardigheden
In het dorp is een wassenbeeldenmuseum met ruim tachtig beelden van personen uit de Griekse en Kretenzische geschiedenis. In de omgeving ligt de voor bezoekers toegankelijke Sfendonigrot, met stalactieten en stalagmieten.